# Djemila Benhabib

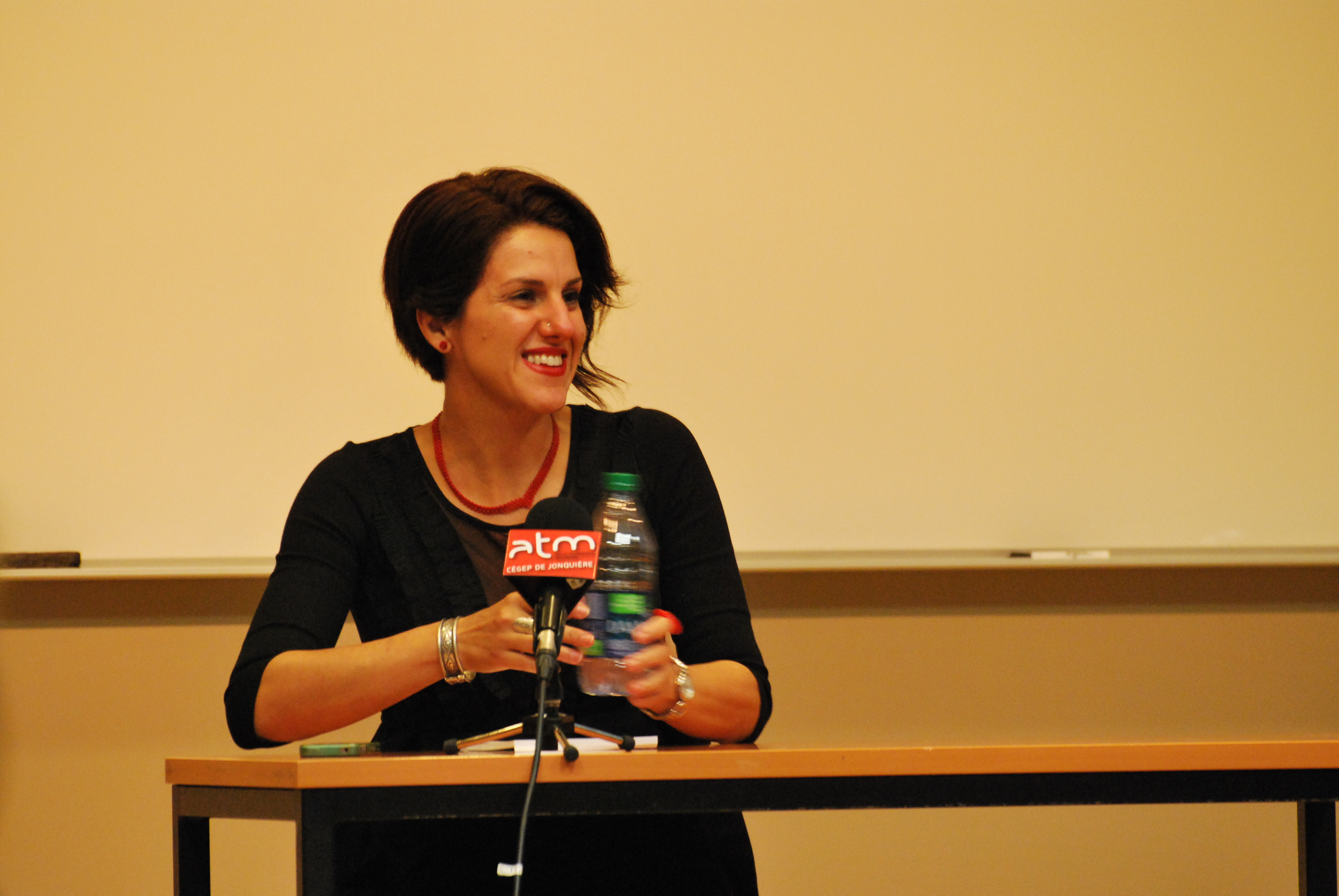
Djemila Benhabib trong một hội nghị tại Đại học Québec à Chicoutimi vào tháng 9 năm 2013

Djemila Benhabib (tiếng Ả Rập: جميلة بن حبيب) (sinh năm 1972) là một nhà báo, nhà văn và chính trị gia người Canada sống ở Quebec. Cô là người gốc Algeria và Hy Lạp-Síp, và được biết đến với sự phản đối của cô đối với chủ nghĩa cơ bản Hồi giáo.

## Tiểu sử
Cô sinh ra ở Ukraine năm 1972, nhưng lớn lên ở Algérie. Cha cô là người Algérie và mẹ là người Hy Lạp Síp.
Cô là người vào chung kết Giải thưởng văn học của Toàn quyền năm 2009 cho cuốn sách phi hư cấu của mình  Ma vie à contre-Coran: une sen témoigne sur les islamistes. Cuốn sách thứ hai của cô là Les Soldatsatsllah à l'assaut de l'Occident.
Năm 2010, cô xuất hiện trong chương trình mời Jean-Marie Colombiaani trên Public Sénat, kênh truyền hình của Thượng viện Pháp.
Năm 2012, cô nhận được Le Prix international de la laïcité.
Cô là ứng cử viên Parti Québécois cho Trois-Rivières trong cuộc tổng tuyển cử Quebec 2012, nhưng suýt thất bại trong việc đánh bại thành viên đang ngồi, Danielle St-Amand.
Cô lại là ứng cử viên vào năm 2014, lần này là ở Mille-Îles, nhưng bị đánh bại bởi ứng cử viên tự do Francine Charbonneau.